# Chéloné
Pour les articles homonymes, voir Chelone.

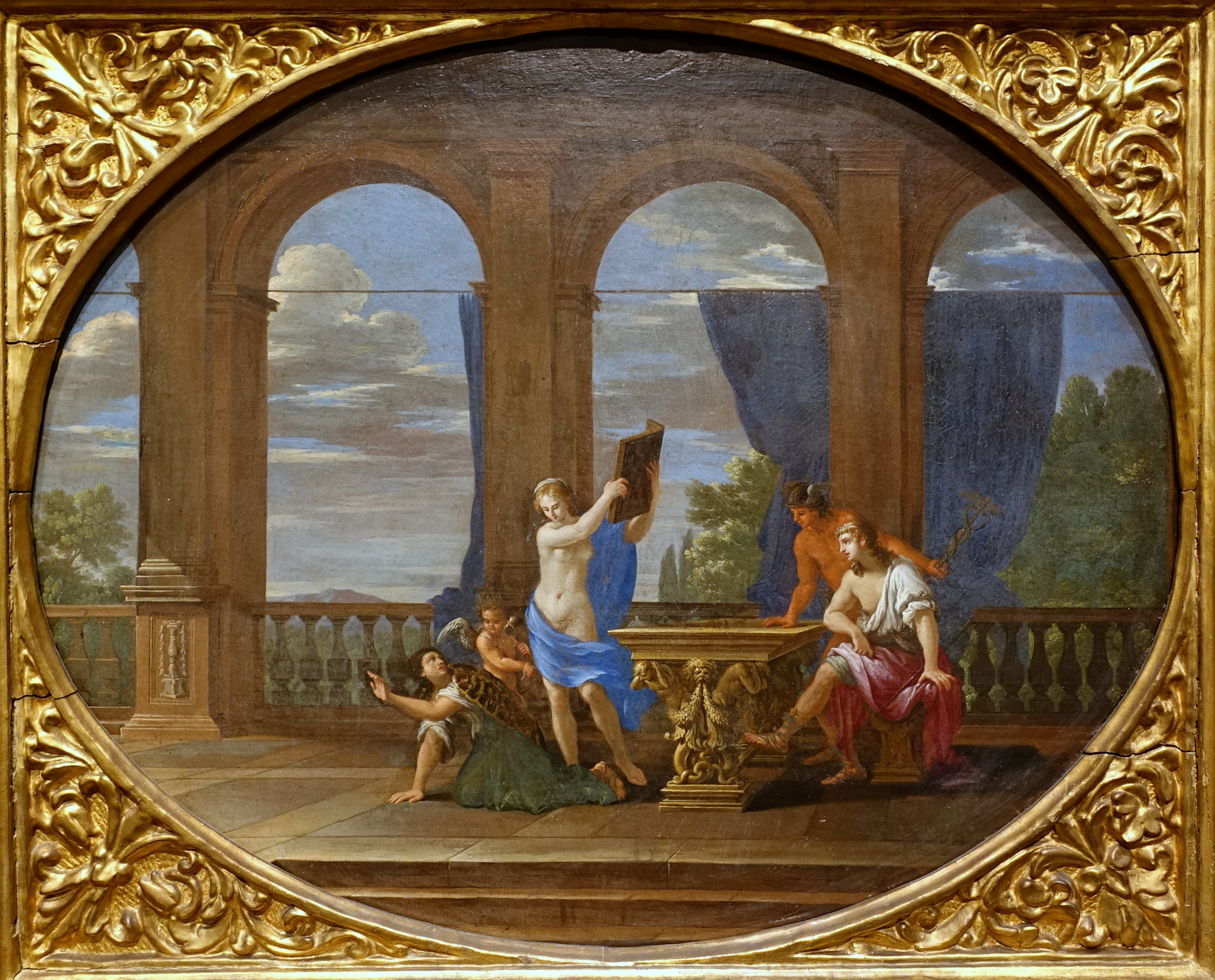
Mercure transformant Chéloné en Tortue, Filippo Lauri, vers 1671, huile sur toile conservée au musée d'art Blanton.

Dans la mythologie gréco-romaine, Chéloné (en grec ancien Χελώνη / Khelốnê, « la tortue ») est une jeune femme transformée en tortue pour avoir refusé de se rendre aux noces de Zeus (ou Jupiter) et de Héra (ou Junon).

## Étymologie
En grec ancien, le nom χελώνη / khelốnê signifie « la tortue », et se retrouve notamment dans le mot χελώνα / khelóna en grec moderne.

## Mythe
Le mythe de Chéloné n'est rapporté que par Servius : tous les dieux, les hommes et les animaux étaient invités au mariage de Jupiter (Zeus) et de Junon (Héra) par Mercure (Hermès). Mais Chéloné était restée seule chez elle pour manifester le mépris que lui inspirait ce mariage. Quand Mercure s'en aperçut, il jeta Chéloné et sa maison dans un cours d'eau et la transforma en tortue,.
On trouve cependant, dans une fable d'Ésope, « Zeus et la Tortue (en) », un précédent très similaire, ce qui semble assurer l'ancienneté du mythe[réf. nécessaire] : tous les animaux étaient présents au mariage de Zeus, sauf la tortue, qui préféra rester chez elle. Le dieu la condamna alors à porter toujours sa maison sur son dos[réf. nécessaire].
La tortue apparaît également dans un autre mythe impliquant Hermès, : le dieu aurait en effet conçu la première harpe (ou lyre) à partir d'une carapace de l'animal[réf. nécessaire].

## Représentations
Vers 1671, le peintre italien Filippo Lauri réalise une huile sur toile intitulée Mercure transformant Chéloné en Tortue. L'œuvre, conservée au musée d'art Blanton de l'université du Texas à Austin, diverge de l'histoire originelle : Mercure y occupe une place secondaire, Junon étant celle qui condamne Chéloné.

### Sources antiques
1. ↑  Servius, Commentaire à l'Énéide [détail des éditions] [(la) lire en ligne], I, 505.
2. ↑  Ésope, Fables (lire sur Wikisource), fable 125, « Zeus et la Tortue ».
3. ↑  Hymnes homériques [détail des éditions] [lire en ligne], II (« À Hermès »), 25-60.
4. ↑  Pausanias, Description de la Grèce [détail des éditions] [lire en ligne], VIII, 17, 5.